# Enveloppenparadox
De enveloppenparadox is een paradox uit de kansrekening.

## Eenvoudige versie
Een kandidaat van een quiz wint de hoofdprijs, een onbekend geldbedrag in een envelop. Hij heeft de keuze uit twee enveloppen. Hoeveel er in de enveloppen zit is niet bekend, maar wel dat in de ene envelop tweemaal zo veel zit als in de andere. Wanneer de kandidaat een keuze heeft gemaakt, zegt de quizmaster dat de kandidaat nu nog zou mogen wisselen voordat hij de envelop opent. De kandidaat overweegt: "Als ik wissel heb ik gelijke kansen om 100% te winnen of 50% te verliezen." Het voordeel is groter dan het nadeel dus de kandidaat wisselt. Voordat hij de envelop opent grijpt de quizmaster in. Hij mag nogmaals wisselen als hij wil. De kandidaat overweegt: "Als ik wissel heb ik een gelijke kans dat ik 100% win of 50% verlies." Het voordeel is groter dan het nadeel, dus...   
De bovengenoemde redenering berust op een denkfout. Weliswaar is de winst 100% in het ene geval en het verlies 50% in het andere, maar het betreft percentages van (stochastisch gezien) verschillende bedragen en absoluut gezien gaat het om hetzelfde bedrag. Op tafel liggen namelijk enveloppen met respectievelijk {\displaystyle X}, zeg 1000 euro, en {\displaystyle 2X}, dus 2000 euro. Wisselen levert in het ene geval een winst van 100% van {\displaystyle X}, dus 1000 euro op, en in het andere geval een verlies van 50% van {\displaystyle 2X}, dus ook 1000 euro op. Het verwachte voordeel bij wisselen is dus 0. Er is geen winnende strategie. 

## Variant
Men kan ook uitgaan van het concreet gerealiseerde bedrag in de gekozen envelop. Daartoe dient de volgende variant.
In deze variant is het de kandidaat toegestaan om in de gekozen envelop te kijken alvorens te beslissen om toch maar te wisselen. Hij maakt de envelop open en ziet een bedag van W, zeg 1000 euro. Dan zegt de quizmaster dat de kandidaat nog mag wisselen. De kandidaat overweegt: "De andere envelop bevat 500 euro of 2000 euro. Als ik wissel heb ik gelijke kansen om 1000 euro te winnen of 500 euro te verliezen." Het voordeel is groter dan het nadeel dus de kandidaat wisselt. 
Dit resultaat druist in tegen de intuïtieve gedachte dat het geen verschil kan maken. Maar ook die gedachte is niet correct. Immers als in de geopende envelop 1 eurocent blijkt te zitten, weet de kandidaat zeker dat in de andere 2 eurocent zit! Hiermee zijn we gelijk op het spoor van de oplossing. De kandidaat redeneert dat de (voorwaardelijke) kansen op 500 cq. 2000 euro gelijk zijn. En dat hoeft niet zo te zijn. Dat is afhankelijk van de manier waarop de bedragen in de enveloppen gekozen zijn. Verder maakt het verschil of we willen nagaan of het in dit specifieke geval met 1000 euro in de envelop voordelig is om nog te wisselen, of in het algemeen, welk bedrag er ook in de envelop zit. In dit laatste geval hadden we dan net zo goed niet kunnen kijken.

### Getallenvoorbeeld
We zullen eerst met een eenvoudig getallenvoorbeeld de zaak verduidelijken. We veronderstellen dat de quizmaster alleen enveloppen met 500 en 1000 euro op tafel legt of enveloppen met 1000 en 2000 euro. De eerste mogelijkheid noemen we T500 en de andere T1000. Ze hoeven ook niet gemiddeld even vaak voor te komen. De quizmaster kan uit zuinigheidsoogpunt bv. vaker T500 dan T1000 kiezen. Daarom stellen we dat in een fractie {\displaystyle p} van de gevallen T500 wordt gekozen en dus in {\displaystyle 1-p} van de gevallen T1000. We bekijken eerst de situatie {\displaystyle p=1/2}. Kiest de kandidaat nu een envelop, dan kan daarin 500, 1000 of 2000 euro zitten, met kansen respectievelijk 1/4, 1/2 en 1/4. Accepteert hij de envelop, dan is z'n verwachte winst: 
{\displaystyle {\tfrac {1}{4}}\cdot 500+{\tfrac {1}{2}}\cdot 1000+{\tfrac {1}{4}}\cdot 2000=1125} euro.
Wisselt hij van envelop, dan krijgt hij 1000 in plaats van 500, 500 of 2000 met gelijke kans in plaats van 1000 en 1000 in plaats van 2000. Z'n verwachte winst is nu:
{\displaystyle {\tfrac {1}{4}}\cdot 1000+{\tfrac {1}{4}}\cdot 500+{\tfrac {1}{4}}\cdot 2000+{\tfrac {1}{4}}\cdot 1000=1125} euro.
We zien dat het niet uitmaakt of hij wisselt of niet. Ook zien we dat de verwachte winst het gemiddelde is van de beide bedragen in de enveloppen, dus 3/2 maal het verwachte minimumbedrag op tafel is. Immers, dit is in de helft van de gevallen 500 euro en in de andere helft 1000 euro, dus gemiddeld:
{\displaystyle {\tfrac {1}{2}}\cdot 500+{\tfrac {1}{2}}\cdot 1000=750} euro.
Wat verandert er als de quizmaster vaker de lagere bedragen op tafel legt? We nemen {\displaystyle p=4/5}. Nu zijn de kansen op 500, 1000 of 2000 in de gekozen envelop resp. 4/10, 1/2 en 1/10, zodat de verwachte winst is:
{\displaystyle {\tfrac {4}{10}}\cdot 500+{\tfrac {1}{2}}\cdot 1000+{\tfrac {1}{10}}\cdot 2000=900} euro.
Natuurlijk minder dan in het eerste geval. Wisselen betekent: 1000 met kans 4/10, 500 met kans 4/10, 2000 met kans 1/10 en 1000 met kans 1/10, dus verwachte winst:
{\displaystyle {\tfrac {4}{10}}\cdot 1000+{\tfrac {4}{10}}\cdot 500+{\tfrac {1}{10}}\cdot 2000+{\tfrac {1}{10}}\cdot 1000=900} euro.
We zien: het maakt weer niet uit of de kandidaat wel of niet wisselt.
Het verwachte minimumbedag is nu:
{\displaystyle {\tfrac {4}{5}}\cdot 500+{\tfrac {1}{5}}\cdot 1000=600} euro, en de verwachte winst is weer 3/2 maal zoveel.
Hoe zit het nu in de genoemde variant? De kandidaat heeft de gekozen envelop geopend en gezien dat er 1000 euro in zit. In het eerste geval, met {\displaystyle p=1/2}, zijn de kansen dat de andere envelop 500 of 2000 euro bevat, gelijk. Wisselen betekent dus in de helft van de gevallen 500 euro en in de andere helft 2000 euro. Verwachte winst:
{\displaystyle {\tfrac {1}{2}}\cdot 500+{\tfrac {1}{2}}\cdot 2000=1250} euro.
Meer dan de 1000 die hij in de hand heeft, dus doen!
In het tweede geval, met {\displaystyle p=4/5}, is de kans dus 4/5 dat de andere envelop 500 euro bevat en 1/5 dat er 2000 euro in zit. Nu is de verwachte winst:
{\displaystyle {\tfrac {4}{5}}\cdot 500+{\tfrac {1}{5}}\cdot 2000=800} euro.
Niet wisselen dus.
Het probleem is echter dat de kandidaat niet weet wat de waarde van {\displaystyle p} is, dat wil zeggen niet weet wat de strategie is die de quizmaster hanteert om de enveloppen uit te kiezen. Zodoende kan hij geen goede beslissing nemen.
We zien hieruit ook dat het in principe wel degelijk verschil maakt of de kandidaat de eerst gekozen envelop al dan niet opent.

### Theorie
Het experiment bestaat eruit dat de quizmaster enveloppen klaarlegt. We geven het kleinere bedrag aan met {\displaystyle X}, het grotere is dus {\displaystyle 2X}. De verdeling van de stochastische variabele {\displaystyle X} wordt bepaald door de strategie van de quizmaster. Verder kiest de kandidaat op goed geluk, wat moet hij ook anders, een van enveloppen. Hij kijkt er niet in. Het bedrag daarin noemen we {\displaystyle A}. Dit bedrag {\displaystyle A} is met kans 1/2 gelijk aan {\displaystyle X} of aan {\displaystyle 2X}. Als de kandidaat wisselt krijgt hij een bedrag {\displaystyle B} in handen; {\displaystyle B=2X} als {\displaystyle A=X} en {\displaystyle B=X} als {\displaystyle A=2X}. Het verwachte bedrag zonder wisselen is natuurlijk het gemiddelde van de verwachte bedragen in de enveloppen op tafel, dus:
{\displaystyle \mathrm {E} A={\tfrac {1}{2}}\mathrm {E} X+{\tfrac {1}{2}}\mathrm {E} 2X={\tfrac {3}{2}}\mathrm {E} X}
Wisselt de kandidaat dan is het verwachte bedrag:
{\displaystyle \mathrm {E} B=P(A=X)\mathrm {E} 2X+P(A=2X)\mathrm {E} X={\tfrac {1}{2}}\mathrm {E} 2X+{\tfrac {1}{2}}\mathrm {E} X={\tfrac {3}{2}}\mathrm {E} X}
We zien {\displaystyle \mathrm {E} B=\mathrm {E} A}, dus wisselen heeft geen zin.
De verkeerde redenering die veel gehanteerd wordt, is de volgende. In mijn (ongeopende) envelop zit een bedrag {\displaystyle A}. In de andere zit dus met gelijke kans {\displaystyle A/2} of {\displaystyle 2A}. De verwachting als ik wissel is dus: 
{\displaystyle {\tfrac {1}{2}}\mathrm {E} {\tfrac {1}{2}}A+{\tfrac {1}{2}}\mathrm {E} 2A={\tfrac {5}{4}}\mathrm {E} A}
Dat is meer dan wanneer ik niet wissel.
De fout zit erin dat weliswaar met kans 1/2 in de andere envelop {\displaystyle A/2} zit of {\displaystyle 2A}, maar het betreft niet dezelfde waarde van {\displaystyle A}. {\displaystyle A} is niet een vast getal maar een stochastische variabele. We zien hier een goed voorbeeld van het verschil tussen een getal en een stochastische variabele. Het is {\displaystyle A/2} als {\displaystyle A=2X}, dus als in de gekozen envelop het grotere bedrag zit, en {\displaystyle 2A} als {\displaystyle A=X}, dus als het kleinere bedrag in de gekozen envelop zit.
Nu naar de variant waarin de kandidaat de envelop eerst opent. Vaak wordt geredeneerd dat dat geen verschil maakt, maar uit het getallenvoorbeeld bleek al het tegendeel. De kandidaat ziet dat in de envelop het bedrag {\displaystyle a} zit ({\displaystyle a} is een getal!); de gebeurtenis {\displaystyle \{A=a\}} is opgetreden. De vraag naar de consequentie van wisselen is onder de voorwaarde dat je weet dat in de geopende envelop een bedrag {\displaystyle a} zit. Dat is een groot verschil met de eerste situatie; we kijken in de verdere berekeningen alleen naar de gevallen waarin de geopende envelop het bedrag {\displaystyle a} bevat. In zulke gevallen kan op tafel {\displaystyle a} en {\displaystyle a/2} gelegen hebben ({\displaystyle X=a/2}) of {\displaystyle a} en {\displaystyle 2a} ({\displaystyle X=a}). Bij wisselen kan de kandidaat dus een bedrag van {\displaystyle a/2} of {\displaystyle 2a} krijgen. Maar niet met noodzakelijk gelijke kansen! We berekenen (met de regel van Bayes):
{\displaystyle P(B=2a|A=a)=P(X=a|A=a)={\frac {P(A=a|X=a)P(X=a)}{P(A=a)}}={\frac {{\tfrac {1}{2}}P(X=a)}{P(A=a)}}}
De gebeurtenis {\displaystyle \{A=a\}} kunnen we opsplitsen naar de mogelijkheden dat {\displaystyle a/2} en {\displaystyle a} op tafel lagen of {\displaystyle a} en {\displaystyle 2a}. Voor {\displaystyle P(A=a)} kunnen we dan schrijven:
{\displaystyle P(A=a)=P(A=a|X={\tfrac {1}{2}}a)P(X={\tfrac {1}{2}}a)+P(A=a|X=a)P(X=a)={\tfrac {1}{2}}\left(P(X={\tfrac {1}{2}}a)+P(X=a)\right)}.
Vullen we dit in, dan krijgen we:
{\displaystyle P(B=2a|A=a)={\frac {P(X=a)}{P(X={\tfrac {1}{2}}a)+P(X=a)}}}
Voor de andere mogelijkheid volgt:
{\displaystyle P(B={\tfrac {1}{2}}a|A=a)=1-P(B=2a|A=a)={\frac {P(X={\tfrac {1}{2}}a)}{P(X={\tfrac {1}{2}}a)+P(X=a)}}}.
De voorwaardelijke verwachtingswaarde van {\displaystyle B} is dus:
{\displaystyle E(B|A=a)={\tfrac {1}{2}}a(1-P(B=2a|A=a))+2aP(B=2a|A=a)={\tfrac {1}{2}}a+{\tfrac {3}{2}}aP(B=2a|A=a)}.
We zien bijvoorbeeld dat de kandidaat minimaal {\displaystyle a/2} verwacht te krijgen en maximaal {\displaystyle 2a}. Afhankelijk van de kansverdeling van {\displaystyle X} is elk bedrag daar tussenin mogelijk. In het getallenvoorbeeld hebben we daar al voorbeelden van gezien. Wisselen heeft zin als {\displaystyle \mathrm {E} (B|A=a)>a}, dus als {\displaystyle P(B=2a|A=a)>1/3}, wat het geval is als {\displaystyle P(B=a/2)<2P(X=a)}. Omdat de kansverdeling van {\displaystyle X} meestal onbekend is, kan de kandidaat in zo'n geval niet nagaan of aan deze conditie voldaan is, en dus geen goede beslissing nemen. Voor sommige waarden van {\displaystyle a} zal het gunstig zijn te wisselen, voor andere niet. Bij onbekende verdeling weten we echter niet welke waarden dat zijn. Gemiddeld genomen maakt het natuurlijk weer niet uit, immers, we weten al dat {\displaystyle \mathrm {E} B=\mathrm {E} A}, maar ter controle kunnen we nog berekenen dat:
{\displaystyle \mathrm {E} B=\mathrm {E} (\mathrm {E} (B|A))=\sum _{a}\mathrm {E} (B|A=a)P(A=a)=}
{\displaystyle =\sum _{a}{\left({\tfrac {1}{2}}aP(B={\tfrac {1}{2}}a|A=a)P(A=a)+2aP(B=2a|A=a)P(A=a)\right)}=}
{\displaystyle ={\tfrac {1}{2}}\sum _{a}{{\tfrac {1}{2}}aP(X={\tfrac {1}{2}}a)}+\sum _{a}{aP(X=a)}=}
{\displaystyle ={\tfrac {1}{2}}\mathrm {E} X+\mathrm {E} X={\tfrac {3}{2}}\mathrm {E} X=\mathrm {E} A}